# Kaufmannsgehilfe
Der Kaufmannsgehilfe (oder: kaufmännischer Angestellter) war als Handlungsgehilfe ein Angestellter in einem Handelsgewerbe, der zur Leistung kaufmännischer Dienste gegen Arbeitsentgelt beschäftigt war.

## Allgemeines
Der Kaufmannsgehilfe ist rechtlich kein Kaufmann, sondern er unterstützt diesen mit seiner Tätigkeit in dessen Handelsgewerbe und ist dabei an Weisungen des Kaufmanns gebunden. Kaufmann ist, wer das Handelsgewerbe selbst betreibt (§ 1 HGB), ohne an Weisungen Dritter gebunden zu sein. So sind Verwechslungen rechtlich ausgeschlossen. Umgangssprachlich wurde und wird jedoch vom Bankkaufmann, Hotelkaufmann oder Kaufmann für Büromanagement gesprochen, obwohl es sich bei diesen Berufsbildern streng genommen um Kaufmannsgehilfen handelte. Die Berufsbezeichnung „Kaufmann“ ersetzt jedoch seit 1. September 2000 die frühere Bezeichnung „Kaufmannsgehilfe“ und wird von den Industrie- und Handelskammern für die Absolventen einer kaufmännischen Ausbildung vergeben.

## Rechtsfragen
In den anerkannten Ausbildungsberufen sind gemäß § 37 BBiG Abschlussprüfungen nach der Berufsausbildung durchzuführen, über die ein Zeugnis ausgestellt wird. Es weist die berufliche Handlungsfähigkeit nach (§ 38 BBiG). Mit Erteilung des Zeugnisses wird jemand zum „Kaufmann“ (früher: Kaufmannsgehilfe). 
Die Legaldefinition für den „Kaufmannsgehilfen“ findet sich in § 59 HGB, wonach kaufmännische Dienste gegen Arbeitsentgelt geleistet werden. Der Kaufmannsgehilfe muss in Ermangelung einer individuellen Vereinbarung (Arbeitsvertrag gemäß §§ 611ff. BGB) die ortsüblichen Dienste leisten und darf die ortsübliche Vergütung beanspruchen (§ 59 Satz 1 HS. 2 HGB). Besonders geregelt ist ein gesetzliches Wettbewerbsverbot, dem zufolge der Kaufmannsgehilfe nur mit Einwilligung des Kaufmanns für eigene oder fremde Rechnung Geschäfte abschließen darf (§ 60 f. HGB). Im Gegenzug trifft den Arbeitgeber eine Fürsorgepflicht (§ 62 HGB). Der Kaufmannsgehilfe muss seine Dienste im Zweifel persönlich erbringen (§ 613 Satz 1 BGB). Der Arbeitsvertrag begründet ein Arbeitsverhältnis zwischen Arbeitgeber (dem Kaufmann) und dem Arbeitnehmer als Angestelltem (dem Kaufmannsgehilfen).

## Kaufmannsgehilfenbrief

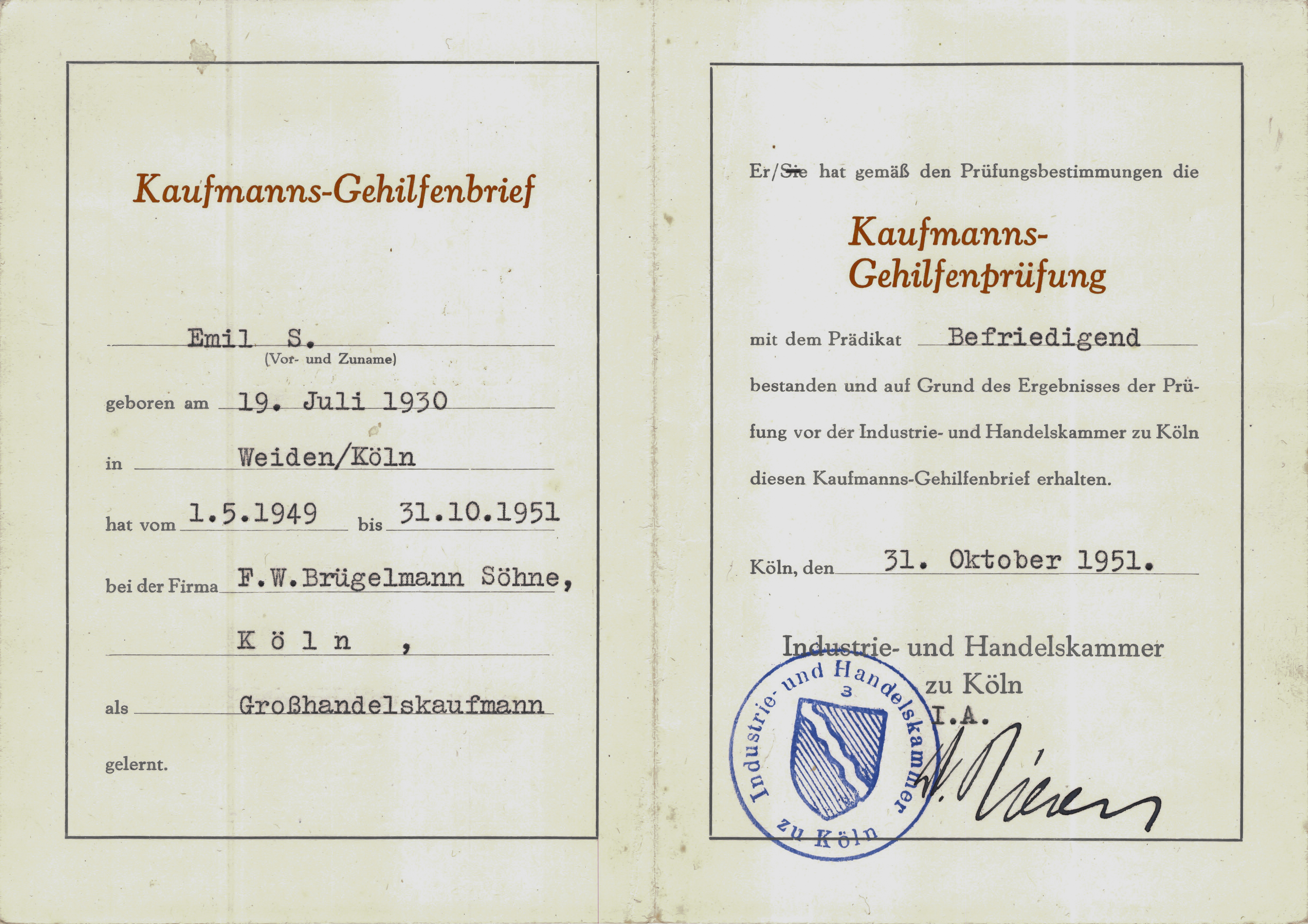
Kaufmannsgehilfenbrief (1951)

Der Kaufmannsgehilfenbrief (nicht zu verwechseln mit dem Kaufmannsbrief) war eine Abschlussurkunde, die Auszubildende nach Beendigung ihrer kaufmännischen Berufsausbildung und einer erfolgreich bestandenen Abschlussprüfung von den Prüfungsausschüssen der zuständigen Industrie- und Handelskammer bekamen. Dieser Qualifikationsnachweis war einem Gesellenbrief im Handwerk sowie dem Facharbeiterbrief für industrielle Ausbildungsberufe gleichgestellt. Er galt in der Regel als Voraussetzung für IHK-Weiterbildungen wie beispielsweise zum Fachwirt, Fachkaufmann oder Betriebswirt.
Der Kaufmannsgehilfenbrief als Abschlussurkunde nach erfolgreich bestandener IHK-Abschlussprüfung wurde abgeschafft. Seit dem 1. September 2000 gibt es bei bestandener Abschlussprüfung von den Kammern ein IHK-Prüfungszeugnis nach § 37 BBiG, die Bezeichnung Kaufmannsgehilfenbrief ist seitdem nicht mehr Bestandteil dieser IHK-Abschlussurkunde.

## Wirtschaftliche Bedeutung
Die geistige Tätigkeit muss beim Kaufmannsgehilfen überwiegen, so dass überwiegende nicht-kaufmännische, gewerbliche, wissenschaftliche oder künstlerische Tätigkeit und Techniker oder Ingenieure keine Kaufmannsgehilfen sind. Dem Kaufmannsgehilfen stehen Karrierewege offen, denn er kann formal Handlungsbevollmächtigter, Prokurist oder gar Vorstand eines Unternehmens werden, sozial kann er vom Sachbearbeiter über den Gruppenleiter und Abteilungsleiter bis zum Generalbevollmächtigten aufsteigen. 